# Stockfångst
Stockfångst var ett privilegium som från mitten av 1700-talet fram till mitten av 1800-talet tilldelades sågverk i norra Sverige och som innebar att de fick avverka en viss mängd timmerråvara på statens mark.

## Stockfångst mot stubböre
När de första affärsdrivande sågverken anlades i norra Sverige i början av 1700-talet hade avvittringen ännu inte genomförts, vilket innebar att det inte fanns några privatägda skogar. Sågverksföretagen kunde därmed inte ordna sin råvaruförsörjning genom att köpa in skogsfastigheter. Genom ett kungligt brev fick finbladiga sågverk 1739 därför en motsvarighet till järnbrukens rekognitionsskogar. Sågverken fick rätt till en årlig stockfångst, det vill säga att avverka ett visst antal träd från Kronans skogar. De skogsområden som tilldelades för detta kallades för stockfångstskogar. För stockfångsten betalades en avgift per avverkat träd, så kallat stubböre. Stockfångstprivilegiet hörde till det enskilda sågverket och kunde bara byta ägare tillsammans med detta.
Stockfångstprivilegier utfärdades framför allt under mitten och senare delen av 1700-talet samt början av 1800-talet. När sågverket i Sävar anlades 1787 fick sågverksägarna exempelvis tillstånd att årligen avverka 800 träd mot erläggande av stubböre.
År 1820 uppgick den årliga stockfångsten vid Umeälven och dess största biflöde Vindelälven till totalt omkring 4 800 träd, fördelat mellan sågverken i Norrfors, Baggböle, Pengfors, Degerfors (Vindeln) och Rödåfors. Utdelandet av stockfångstprivilegier upphörde i princip genom ett kungligt brev 1820, men det förekom ändå fram till omkring 1850, då Baggböle sågverk fick nya privilegier för att säkra en utvidgad drift. År 1852 fastställdes genom ett nytt kungligt brev att inga nya privilegier skulle utdelas.
Antalet tilldelade träd varierade kraftigt mellan olika sågverk. Stenfors i Skellefteå distrikt och Östra Sjulsmark i Umeå distrikt hade bara privilegium på några tiotal träd, medan Baggböle, som stod i en klass för sig, hade rätt till över 20 000. De som följde närmast efter Baggböle, Lo och Kramfors i Härnösands distrikt, hade privilegium på 4 000 träd vardera. De träd som avverkades vid denna tid var dock rejäla timmerträd av vilka man fick ut två sågblock. Med ett privilegium på 4 000 träd kunde sågverket producera omkring 350 standards (drygt 1 600 kubikmeter) per år.

## Stockfångstprivilegierna avskaffas
Efter 1852 ersattes stockfångstprivilegierna successivt. Ibland skedde detta genom att bolagen fick skogshemman med full äganderätt. År 1859 fick exempelvis Vitåfors i Norrbotten 27 hemman i stället för 2 170,7 träd av sin stockfångst, medan Mo i Ångermanland erhöll 5 000 hektar duglig skogsmark samt 3 500 hektar impediment i stället för en stockfångst uppgående till 637 träd.
Det vanligaste var dock att stockfångstprivilegierna ersattes med rätt att avverka träd inom ett angivet stockfångstområde mot erläggande av skogsränta. År 1875 fanns totalt 257 000 hektar sådana statliga stockfångstskogar. Drygt tre fjärdedelar låg i Norrbottens och Västerbottens län och resten i Västernorrlands län.
Kronan tyckte dock att den ekonomiska avkastningen på de upplåtna områdena var alltför dålig och försökte på olika vägar få tillbaka dem. Under 1880-talet infördes en modell där sågverken fick rätt att under tio års tid avverka all den timmerskog över en viss dimension som fanns inom respektive stockfångstområde, mot att man därefter avstod från privilegierna. På detta sätt fick staten efterhand tillbaka de upplåtna skogarna. År 1915 var arealen stockfångstskogar nere i 53 000 hektar, och 1917 redovisades de för sista gången i Domänverkets statistik.